# Адуевская волость
Адуевская волость — волость Медынского уезда Калужской губернии. Центр — село Адуево. Располагалась восточнее, севернее и южнее Медыни.
В 1884 году волостной старшина Адуевской волости Иван Иванович Голованин получил медаль «За усердие» за участие в коронации Александра III.

## Состав
В 1913 году в неё входили населённые пункты (курсивом показаны ныне исченувшие):
- Агашино (Уланово) — хутор (между Медынью и Уланово, здесь установлен поклонный крест)
- Адуево — село, при нём — школы, церковь
- Архангельское — село, при нём церковь, школа (рядом Батуево)
- Васильевское (Бахитярово) — деревня, при ней школа
- Варваровка, деревня
- Дятьково, деревня (рядом Горнево)
- Девино, сельцо и хутора при нём
- Завалитетово, деревня
- Клины, сельцо
- Кочубеевка (Выдровка Новая), деревня
- Красненький, хутор
- Марютино, деревня, при ней школа
- Мансурово, деревня
- Михеево, деревня
- Новосёлки, деревня
- Пашино, хутора — (рядом Варваровка)
- Петлино, деревня — (рядом Никольское)
- Подольное (Подолино), деревня
- Покровская (Пушкино), деревня
- Постоялые дворы, деревня
- Синявино, деревня, при ней школа
- Уланово, сельцо
- Финогеновский, хутор
- Баранова, хутор